# Jennifer Giménez
Jennifer Giménez es una modelo estadounidense, actriz, personalidad de televisión y defensora de la recuperación de adicciones. Ha aparecido en videos musicales para Tupac Shakur, Babyface y Mick Jagger, en películas como Blow, Vanilla Sky y Los ángeles de Charlie: Al límite, y en programas de televisión como The Bold and the Beautiful y Karen Sisco. Ocupó el puesto 77 en la lista Hot 100 de la revista Maxim en 2001.
Ella ha aparecido como la sobria directora de la casa para la serie de televisión de VH1 reality shows, Sober House, Un spin-off de Celebrity Rehab con el Dr. Drew, en el que ha aparecido como técnico de rehabilitación en el Centro de Recuperación de Pasadena. También ha aparecido en Bravo’s Real Housewives of Beverly Hills como 'amiga' del miembro del reparto a tiempo completo Brandi Granville de las temporadas 2-5.

## Primeros años
Jennifer Giménez, de ascendencia argentina, nació en los Estados Unidos, pero vivió en Argentina, hasta que regresó a los Estados Unidos a la edad de seis años 2010</ref>.Ella tiene un hermano.

## Carrera
Giménez fue la modelo más joven en adornar la portada de American Elle. También apareció en campañas para Calvin Klein y Guess.
Además de sus apariciones en Sober House y Celebrity Rehab, Giménez ahora hace apariciones en Bravo's Real Housewives of Beverly Hills, como amiga de Brandi Glanville.

## Adicción y sobriedad
Al convertirse en modelo profesional, Giménez se convirtió en la proveedora de su familia, Aunque esto pronto trajo presiones, como ser alentada a tomar días de enfermedad de la escuela para perder peso. También pasó hasta cinco horas en el gimnasio y se murió de hambre para lograr esto, y esto finalmente condujo al abuso de sustancias.
Giménez tomó su primer trago a los 12 años, pero finalmente se volvió adicta a la cocaína después de convertirse en modelo. Ella comenzó a tratar de dejar las drogas a los 21 años, Pero solo logró un éxito intermitente en el transcurso de los próximos 13 años.La naturaleza esporádica de su sobriedad cambió cuando su madre y una amiga la convencieron de ir al Hospital Las Encinas en Pasadena, California, donde quedó bajo el cuidado del Dr. Drew Pinsky. Aunque se registró para un programa de desintoxicación de cinco días, terminó quedándose durante nueve meses y medio. Después de terminar su tratamiento, se sorprendió cuando se le indicó que se abstuviera de tener sexo y relaciones durante un año, aunque descubrió que las 102 libras que ganó después de dejar las drogas facilitaron esta propósito y le permitieron, como lo dijo, 'encontrar el Fundamento interno 'que le habían negado cuando se convirtió en profesional activa a los 14 años. Durante su aparición en' View appearance ', declaró que estaba sobria durante' cuatro años y unos pocos meses '.
Aunque Giménez nunca había trabajado profesionalmente en la recuperación, Drew Pinsky sintió que estaba bien preparada para la tarea de administrar las instalaciones de vida sobrias representadas en Sober House, explicando: 'Las casas sobrias a menudo son administradas por personas recientemente sobrias. Era una paciente dura que Pensé que realmente podría relacionarse con este grupo. Y ella es una actriz, así que pensé que sería una buena candidata '. Aunque Giménez estaba sorprendida por la oferta y consciente de aparecer en la cámara debido a su peso, aceptó para avanzar en su propio proceso de recuperación. Desde la primera temporada de la serie, perdió 100 libras y volvió a pasar de una talla 16 a una talla 6. Se hizo buena amiga del adicto en recuperación Andy Dick, y expresó la intención de reanudar la actuación.
Giménez también trabajó como técnico de rehabilitación en el Centro de Recuperación de Pasadena, como se ve en Celebrity Rehab con el Dr. Drew, comenzando con la quinta temporada de ese programa.

## Vida personal
Giménez declaró en una entrevista de febrero de 2009 que estaba en una relación y que su novio también era un adicto en recuperación. Hizo una aparición especial en el episodio del 14 de julio de 2013 de Celebrity Wife Swap, en el que su novio, el actor / comediante Andy Dick y el actor Lorenzo Lamas, intercambiaron a sus esposas (en el caso de Dick, su exesposa, Lina Sved). 31 de diciembre de 2019 Jennifer se casó con el abogado de recuperación Tim Ryan.